# Seth Rogen
Seth Aaron Rogen (Vancouver, 15 de abril de 1982) é um ator, comediante, roteirista e produtor canadense-americano. Seth iniciou a carreira na comédia quando ainda era adolescente com espetáculos de stand-up comedy em Vancouver e, em 2004 venceu um concurso de comediantes amadores. Em 1999 conseguiu o papel secundário de Ken Miller na série de comédia Freaks and Geeks, que o levou a mudar-se para os Estados Unidos. Foi também nesta série que conheceu Judd Apatow, que viria a guiá-lo para uma carreira no cinema.
Rogen tornou-se conhecido graças ao seu papel de Cal na comédia The 40-Year-Old Virgin, que também ajudou a produzir. As críticas positivas do filme e do seu desempenho levaram a Universal Pictures a oferecer-lhe papéis principais em filmes como Knocked Up e Funny People.
Rogen trabalha frequentemente com o seu amigo Evan Goldberg e juntos escreveram filmes como Superbad, Pineapple Express, This is the End e The Interview. Este último, uma comédia satírica sobre o líder norte-coreano Kim Jong-un, levou a que os Estados Unidos fossem ameaçados pela Coreia do Norte caso o filme fosse lançado. O filme também esteve na origem de um ataque informático à Sony Pictures Entertainment.

## Primeiros anos
Seth Rogen nasceu em Vancouver, no Canadá. A sua mãe, Sandy, é assistente social e o seu pai, Mark, trabalhou para organizações sem fins lucrativos e foi sub-diretor de uma organização judaica. Seth tem uma irmã mais nova. O pai de Seth é americano, por isso ele tem essa nacionalidade desde que nasceu. Seth descreve os seus pais como "socialistas judeus radicais". Seth frequentou uma escola primária judaica e, mais tarde, a Point Grey Secondary School, mas acabou por desistir antes de completar os estudos.
Rogen percebeu cedo que queria ser comediante e não considerou outra carreira: "Assim que me apercebi de que podia ter um emprego onde podia ser engraçado, foi isso que quis fazer". Iniciou a carreira fazendo comédia stand-up na adolescência durante quatro anos, chegando a ficar em segundo lugar no Concurso Amador de Comédia de Vancouver com apenas 16 anos. Nesta altura, o seu pai ficou desempregado e a sua mãe despediu-se do seu emprego, o que forçou a família a mudar-se para um apartamento pequeno. Foi também nesta altura que Seth conseguiu um papel na série Freaks and Geeks de Judd Apatow e mudou-se com a família para os Estados Unidos. A situação financeira dos pais, fez com que Seth se tornasse na principal fonte de rendimento da sua família.

## Carreira

### Ator e argumentista
Apesar de ter recebido críticas bastante posítivas, Freaks and Geeks foi a série menos vista da NBC no ano em que estreou e foi cancelada depois de apenas uma temporada. No entanto, Judd Apatow ficou impressionado com a capacidade de improvisação de Seth Rogen e continuou a trabalhar com ele nos anos seguintes, incluindo-o no "frat pack", um grupo chegado de comediantes que inclui Steve Carell e Paul Rudd.

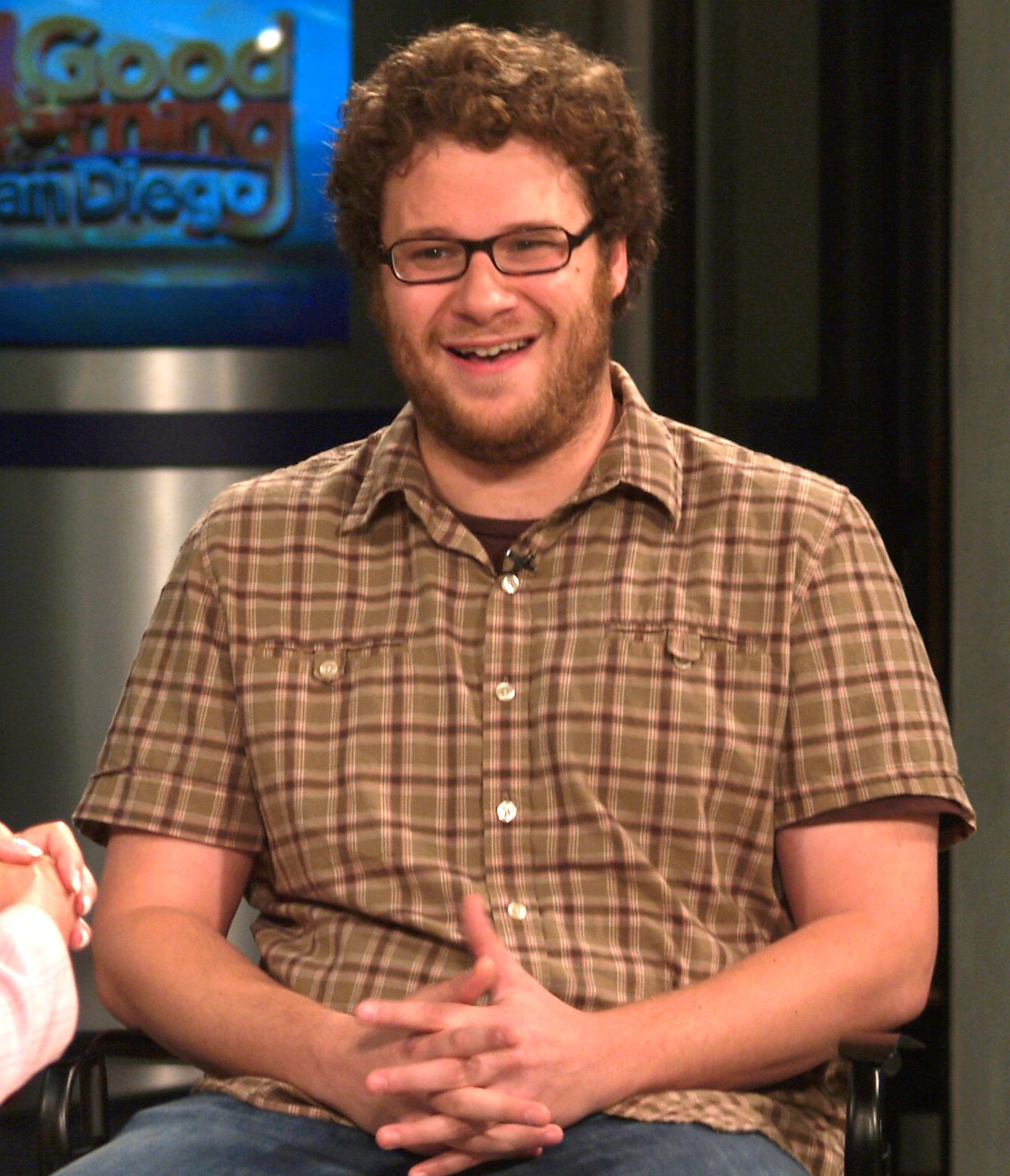
Seth Rogen em 2007.

Depois do fim de Freaks and Geeks, Seth teve dificuldades em conseguir trabalho como ator e chegou a integrar a equipa de argumentistas do programa Da Ali G Show de Sacha Baron Cohen durante a sua última temporada.
Em 2005, estreou The 40-Year-Old Virgin onde, para além de interpretar o papel de Cal, foi co-produtor e improvisou todo o seu diálogo. O filme foi um sucesso de bilheteira e bem recebido pela crítica, que elogiou o desempenho de Rogen. O sucesso do filme abriu o caminho para que Rogen conseguisse o seu primeiro papel de protagonista em Knocked Up (2007), uma comédia escrita e realizada por Judd Apatow. No filme, Rogen interpreta Ben Stone, um homem irresponsável que tem de lidar com as consequências de um caso de uma noite quando a mulher com quem tem relações engravida. Knocked Up foi um sucesso ainda maior do que 40-Year-Old Virgin e estabeleceu Seth Rogen como um dos atores de comédia de maior sucesso em Hollywood. No mesmo ano, estreou Superbad, que Rogen escreveu em colaboração com Evan Goldberg e protagonizado por Jonah Hill e Michael Cera. Rogen e Goldberg escreveram o primeiro rascunho do filme quando ainda eram adolescentes e este baseia-se nas suas experiências.
Em 2008, Judd Apatow, Seth Rogen e Evan Goldberg voltaram a trabalhar juntos na comédia Pineapple Express, protagonizada por Rogen e James Franco. O filme segue a fuga de Dale Denton (Rogen), um homem de 25 anos que assiste a um homicídio, e do seu amigo, um hippie que vende marijuana (Franco). À semelhança dos seus filmes anteriores, este foi elogiado pela crítica e um sucesso de bilheteira. No mesmo ano protagonizou, com Elizabeth Banks, a comédia Zack and Miri Make a Porno.
Em 2009, protagonizou, com Adam Sandler, a comédia dramática Funny People, sobre um comediante famoso (Sandler) que decide regressar às suas origens e fazer espetáculos de stand-up comedy depois de descobrir que tem um cancro terminal e contrata um jovem comediante (Rogen) para o ajudar a escrever os textos. O filme recebeu críticas mistas e foi considerado um flop por não ter conseguido recuperar o seu orçamento de 75 milhões de dólares nas bilheteiras.
Rogen foi o protagonista de mais um flop em 2011, desta vez com o filme de ação The Green Hornet, baseado na personagem criada por George W. Trendle e Frank Striker nos anos 1930. Para além de ter protagonizado o filme, Rogen foi o seu argumentista (em colaboração com Even Goldberg) e produtor executivo. O filme foi recebido com críticas negativas e receitas de bilheteira abaixo do esperado. Rogen admitiu que foi "um pesadelo" trabalhar em The Green Hornet e que nem ele, nem o realizador Michel Gondry conseguiram trabalhar bem com o orçamento elevado do filme.
Ainda em 2011, Seth protagonizou, com Michelle Williams, o filme independente Take This Waltz. No mesmo ano, estreou 50/50, uma comédia dramática baseada na história real do amigo de Seth, o argumentista Will Reiser, sobre um homem que é diagnosticado com cancro aos 27 anos e que descobre que tem apenas 50% de hipóteses de sobreviver. O filme, protagonizado por Rogen e Joseph Gordon-Levitt foi bastante bem recebido pela crítica (atualmente tem uma pontuação de 94% no site Rotten Tomatoes) e foi nomeado para dois Globos de Ouro em 2012, um deles na categoria de Melhor Filme de Comédia ou Musical.

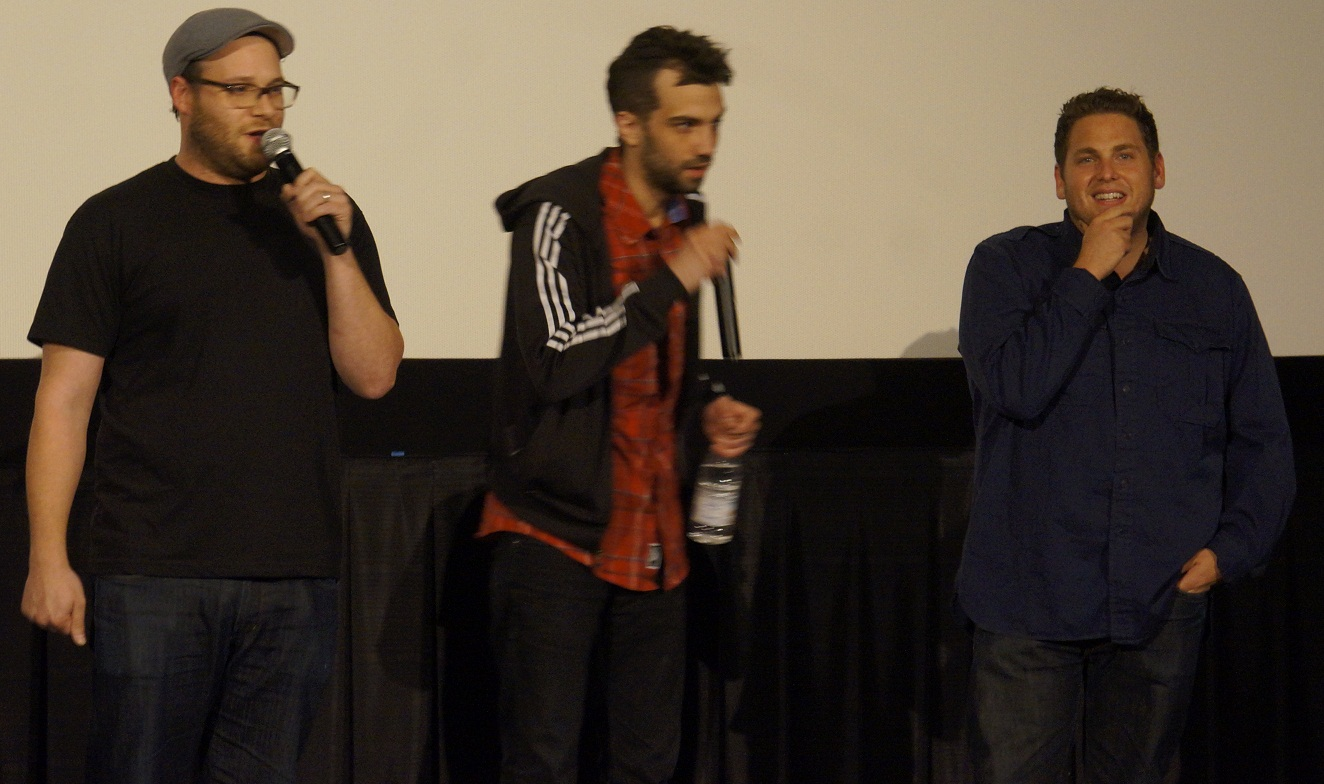
Seth Rogen, Jay Baruchel e Jonah Hill numa apresentação do filme This is the End.

Em 2012, protagonizou, com Barbra Streisand, o filme The Guilt Trip, um dos maiores falhanços da sua carreira. No ano seguinte, fez uma participação especial na quarta temporada da série Arrested Development no papel de George Sr. jovem.
Em 2014, protagonizou, com Rose Byrne e Zac Efron, a comédia Neighbors. Dois anos depois, protagonizou a sua continuação, Neighbors 2: Sorority Rising. No mesmo ano, depois de muita controvérsia, estreou The Interview. O filme foi escrito e realizado por Rogen e Evan Goldberg e satiriza o líder da Coreia do Norte, Kim Jong-un. Em junho de 2014, a Coreia do Norte acusou o filme de ser "um acto de guerra" e "um ataque terrorista em espírito" e Rogen de ser "um cineasta criminoso". Em 17 de dezembro de 2014, a Sony Pictures anunciou que ia cancelar a estreia do filme depois de ter sido alvo de um ataque informático alegadamente levado a cabo por um grupo de hackers ligado à Coreia do Norte. Depois de ter sido severamente criticada por esta decisão, a Sony decidiu lançar o filme online e, acabou por avançar com a estreia nos cinemas em 25 de dezembro de 2014. Nesta altura, a Sony foi obrigada a fornecer proteção policial a Rogen e Franco devido a ameaças de morte dirigidas aos atores.
Em 2015, Rogen interpretou a personagem do co-fundador da Apple, Steve Wozniak, no filme de Danny Boyle, Steve Jobs. No mesmo ano, foi um dos protagonistas da comédia natalícia The Night Before.
Em 2016, foi um dos argumentistas e fez a voz da personagem principal do filme de animação para adultos, Sausage Party.
Os projetos futuros de Seth Rogen incluem a comédia dramática Zeroville, sobre um ator que chega a Hollywood em 1969, numa altura em que a indústria cinematográfica estava a mudar e The Masterpiece, uma comédia biográfica sobre a produção do filme de 2003, The Room.

### Realizador e produtor
Seth Rogen fez a sua estreia como realizador no filme de 2013, This is the End, uma comédia onde Rogen, James Franco, Jay Baruchel, Jonah Hill, Craig Robinson e Danny McBride interpretam versões fictícias deles próprios durante o apocalipse. O filme foi bem recebido pela crítica e um sucesso de bilheteira com uma receita global de 126 milhões de dólares. No ano seguinte realizou, em conjunto com Evan Goldberg, a polémica comédia The Interview.
Em 2016, realizou dois episódios da série Preacher (o episódio piloto e "See") e também é produtor executivo da mesma.
Rogen e Evan Goldberg têm uma companhia de produção, a Point Grey Pictures, que produziu os filmes 50/50, This is the End, Neighbors, The Interview, The Night Before, Neighbors 2: Sorority Rising e Sausage Party e a série Preacher.

## Vida pessoal

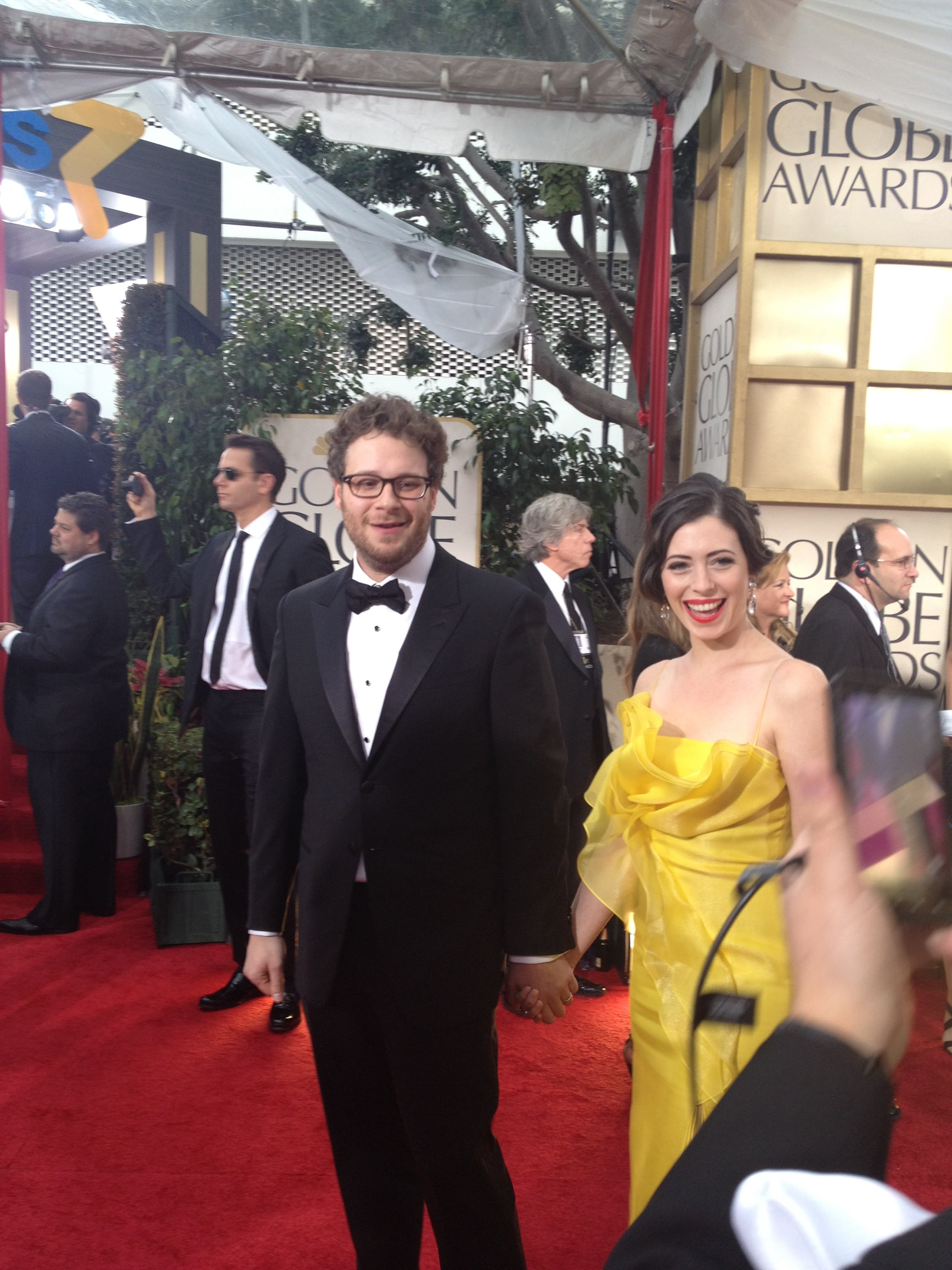
Seth Rogen e esposa.

Seth começou a namorar com a argumentista e atriz Lauren Miller em 2004. Os dois conheceram-se quando trabalhavam no Da Ali G Show. O casal ficou noivo em setembro de 2010 e casou-se em outubro de 2011 em Sonoma County, Califórnia, onde vivem.
Seth participa em várias ações de caridade para angariar dinheiro para a doença de Alzheimer. Apesar de não ter casos na sua família, a mãe da sua esposa tem a doença há vários anos. "Até vermos a doença com os nossos próprios olhos, é difícil perceber como é devastadora", disse Rogen numa entrevista à CNN. Seth e Lauren participaram num especial de informação de Larry King sobre a doença, A Larry King Special, Unthinkable: The Alzheimer's Epedemic, transmitido em 2011 e Seth prestou um depoimento sobre a doença no Senado norte-americano em fevereiro de 2014, Seth criou ainda a instituição de caridade Hilarity for Charity com o objetivo de informar os mais jovens da doença.
Rogen também apoia a legalização da maconha e admite abertamente fumar frequentemente.
Rogen revelou em 2021 pelo Twitter ser portador da síndrome de Tourette, que já possuía histórico na família.

## Influências
Rogen descreveu o choque de ser essencial para um setor onde está trabalhando agora ao lado dos ícones de comédia a que cresceu assistindo, como Adam Sandler, Will Ferrell, Owen Wilson, e Jim Carrey. Rogen cita o álbum de Sandler "They're All Gonna Laugh at you!" (com participação de Apatow) como o mais engraçado que já ouviu, afirmando que a faixa "At a Medium Pace" foi a semente que o levou a seguir a carreira de comediante. Rogen foi também um grande fã do programa Da Ali G, consequentemente foi um choque para ele de repente trabalhar para Sacha Baron Cohen. Rogen cita os filmes Porky's e Bachelor Party, além dos de Kevin Smith, como inspirações para escrever comédias sobre sexo. Em uma entrevista com a MTV, disse Smith de "Eu sinto que meus pontos fortes sempre foram uma espécie de rasgar off Kevin Smith filme mesmo assim. Não é uma medida da partida. " de Smith e seus filmes, Rogen tenha ido tão longe como a dizer" Eu não seria um escritor, se não fosse por você e os seus filmes."

## Filmografia

### Representação
| Ano  | Titulo                                      | Personagem                              | Título em Português e obs                                                     |
| ---- | ------------------------------------------- | --------------------------------------- | ----------------------------------------------------------------------------- |
| 1999 | Freaks and Geeks                            | Ken Miller                              | br: Aborrecentes pt: A Nova Geração                                           |
| 2001 | Donnie Darko                                | Ricky Danforth                          | br/pt: Donnie Darko                                                           |
| 2003 | Dawson's Creek                              | Bob                                     | br/pt: Dawson's Creek                                                         |
| 2004 | Anchorman: The Legend of Ron Burgundy       | Scotty                                  | br: O Âncora: A Lenda de Ron Burgundy pt: O Repórter: A Lenda de Ron Burgundy |
| 2005 | The 40-Year-Old Virgin                      | Cal                                     | br: O Virgem de 40 Anos pt: Virgem aos 40 Anos                                |
| 2005 | Age of Empires III                          | Rebel Leader                            | br: Age of Empires 3 pt: Era dos impérios 3                                   |
| 2006 | You, Me and Dupree                          | Neil                                    | br: Dois é Bom, Três é Demais pt: Eu, Tu e o Emplastro                        |
| 2007 | Knocked Up                                  | Benjamin Stone                          | br: Ligeiramente Grávidos pt: Um Azar do Caraças                              |
| 2007 | Superbad                                    | Policial Michaels                       | br: Superbad: É Hoje pt: Super Baldas                                         |
| 2008 | The Spiderwick Chronicles                   | Hogsqueal                               | br/pt: As Crónicas de Spiderwick                                              |
| 2008 | Drillbit Taylor                             | Escritor                                | br: Meu Nome é Taylor, Drillbit Taylor pt: Guarda-Costas de Segunda           |
| 2008 | Kung Fu Panda                               | Master Mantis (voz)                     | br: Kung-Fu Panda pt: O Panda do Kung-Fu                                      |
| 2008 | Step Brothers                               | Contratador da Loja de Esportes         | br: Quase Irmãos pt: Filhos e Enteados                                        |
| 2008 | Pineapple Express                           | Dale Denton                             | br: Segurando as Pontas pt: Alta Pedrada                                      |
| 2008 | Zack and Miri Make a Porno                  | Zack Brown                              | br: Pagando Bem, Que Mal Tem? pt: Zack e Miri Fazem Um Porno                  |
| 2009 | Fanboys                                     | Admiral Seasholtz/The Pimp/Star Journey | br: Fanboys pt: Loucos e Fãs                                                  |
| 2009 | Monsters vs. Aliens                         | B.O.B. (voz)                            | br: Monstros vs. Alienígenas pt: Monstros vs. Aliens                          |
| 2009 | Observe and Report                          | Ronnie Barnhardt                        | br: O Policial Fora de Controle pt: Incorrecto e Afirmativo                   |
| 2009 | Funny People                                | Ira Wright                              | br: Tá Rindo do Quê? pt: Gente Gira                                           |
| 2010 | The Green Hornet                            | Britt Reid/The Green Hornet             | br: O Besouro Verde pt: Green Hornet                                          |
| 2011 | Kung Fu Panda 2                             | Master Mantis (voz)                     | br: Kung Fu Panda 2 pt: O Panda do Kung Fu 2                                  |
| 2011 | Paul                                        | Paul (voz)                              | br/pt: Paul                                                                   |
| 2011 | 50/50                                       | Kyle                                    | br/pt: 50/50                                                                  |
| 2012 | Take This Waltz                             | Lou rubin                               | br: Entre o Amor e a Paixão pt: Notas de Amor                                 |
| 2012 | The Guilt Trip                              | Andy Brewster                           | br: Minha Mãe é uma Viagem pt: Não Há Culpa, Nem Desculpa                     |
| 2013 | This Is the End                             | Ele mesmo                               | br: É o Fim pt: Isto é o Fim!                                                 |
| 2014 | Neighbors                                   | Mac Radner                              | br: Vizinhos pt: Má Vizinhança                                                |
| 2014 | The Interview                               | Aaron Rapoport                          | br: A Entrevista pt: Uma Entrevista de Loucos                                 |
| 2015 | Steve Jobs                                  | Steve Wozniak                           | br/pt: Steve Jobs                                                             |
| 2015 | The Night Before                            | Isaac Greenberg                         | br: Sexo, Drogas e Jingle Bells pt: A Última Noitada                          |
| 2016 | Kung Fu Panda 3                             | Master Mantis (voz)                     | br: Kung Fu Panda 3 pt: O Panda do Kung-Fu 3                                  |
| 2016 | Neighbors 2: Sorority Rising                | Mac Radner                              | br: Vizinhos 2 pt: Má Vizinhança 2                                            |
| 2017 | The Disaster Artist                         | Sandy Schklair                          |                                                                               |
| 2018 | Arizona                                     | Cassie's Boss                           |                                                                               |
| 2018 | Like Father                                 | Jeff                                    | br:Tal Pai, Tal Filha                                                         |
| 2019 | Newsflash                                   | Walter Cronkite                         |                                                                               |
| 2019 | Flarsky                                     | Fred Flarsky                            |                                                                               |
| 2019 | The Lion King                               | Pumbaa (voz)                            | br/pt: O Rei Leão                                                             |
| 2019 | Zeroville                                   | Viking Man                              |                                                                               |
| 2020 | An American Pickle                          | Herschel Greenbaum, Ben Greenbaum       |                                                                               |
| 2022 | Chip 'n Dale: Rescue Rangers                | Bob, Pumbaa, Mantis, B.O.B. (voz)       | br: Tico e Teco: Defensores da Lei pt: Tico e Teco: O Comando Salvador        |
| 2022 | The Fabelmans                               | Bennie Loewy                            | br/pt: Os Fabelmans                                                           |
| 2023 | The Super Mario Bros. Movie                 | Donkey Kong (voz)                       | br/pt: Super Mario Bros. O Filme                                              |
| 2023 | Teenage Mutant Ninja Turtles: Mutant Mayhem | Bebop (voz)                             | br: As Tartarugas Ninja: Caos Mutante pt: Tartarugas Ninja: Caos Mutante      |
| 2023 | Dumb Money                                  | TBA                                     |                                                                               |
| 2024 | Mufasa: The Lion King                       | Pumbaa (voz)                            |                                                                               |
| 2025 | O Estúdio                                   | Matt Remick                             |                                                                               |